# Soulier d'or belge 1958
Le Soulier d'or 1958 est un trophée individuel, récompensant le meilleur joueur du championnat de Belgique sur l'ensemble de l'année 1958. Ceci comprend donc à deux demi-saisons, la fin de la saison 1957-1958, de janvier à juin, et le début de la saison 1958-1959, de juillet à décembre.

## Lauréat
Il s'agit de la cinquième édition du trophée, remporté par le défenseur de La Gantoise Roland Storme. Avec 103 points, il obtient le plus petit total pour un lauréat du trophée. L'année 1958 marque également un tournant dans l'organisation de l'équipe nationale belge. Pour la première fois, l'entraîneur national devient également sélectionneur, et est libre de choisir les joueurs qu'il souhaite voir représenter la Belgique, à la place du comité de sélection qui opérait jusqu'ici. Constant Vanden Stock fait notamment appel au défenseur gantois, ce qui lui rapporte plusieurs votes.

## Top 5
| Place | Joueur              | Nationalité | Club(s)           | Points |
| ----- | ------------------- | ----------- | ----------------- | ------ |
| 1.    | Roland Storme       |             | La Gantoise       | 103    |
| 2.    | André Vanderstappen |             | Olympic Charleroi | 65     |
| 3.    | Denis Houf          |             | Standard de Liège | 42     |
| 4.    | André Piters        |             | Standard de Liège | 37     |
| 5.    | Rik Coppens         |             | Beerschot         | 31     |